# Кубас-де-ла-Сагра
Кубас-де-ла-Сагра (ісп. Cubas de la Sagra) — муніципалітет в Іспанії, у складі автономної спільноти Мадрид. Населення — 4743 особи (2010).
Муніципалітет розташований на відстані близько 27 км на південний захід від Мадрида.
На території муніципалітету розташовані такі населені пункти: (дані про населення за 2010 рік)
- Кубас: 2430 осіб
- Ла-Нубе: 19 осіб
- Ель-Пінар: 79 осіб
- Ель-Сото: 2204 особи
- Лас-Арроядас: 0 осіб
- Каміно-де-Батрес: 5 осіб
- Лос-Сальмуерос: 6 осіб

## Демографія
Динаміка населення (INE ):

## Галерея зображень

Розташування муніципалітету у автономній спільноті Мадрид